# Янкув-Другий
Янкув-Другий (пол. Janków Drugi) — село в Польщі, у гміні Блізанув Каліського повіту Великопольського воєводства.
Населення — 1024 особи (2011).
У 1975-1998 роках село належало до Каліського воєводства.

## Демографія
Демографічна структура станом на 31 березня 2011 року:
|          | Загалом | Допрацездатний вік | Працездатний вік | Постпрацездатний вік |
| -------- | ------- | ------------------ | ---------------- | -------------------- |
| Чоловіки | 502     | 104                | 352              | 46                   |
| Жінки    | 522     | 98                 | 320              | 104                  |
| Разом    | 1024    | 202                | 672              | 150                  |